# Funzionalismo (psicologia)
Il funzionalismo è un indirizzo di ricerca in psicologia, inaugurato negli Stati Uniti alla fine dell'Ottocento da William James e John Dewey, che interpreta i fenomeni psichici non come elementi disgiunti fra loro (come cercava di fare il coevo strutturalismo europeo di Edward Titchener), ma come funzioni mediante le quali l'organismo si adatta all'ambiente sociale e fisico.
Il Funzionalismo fu una scuola di studi e di pensiero che ebbe radici nell'Evoluzionismo, e che si sviluppò principalmente nel campo filosofico e pedagogico lasciando da parte il campo psicologico. Si fa in genere coincidere il Funzionalismo Psicologico con la Scuola di Chicago (Dewey, 1896; Angell, 1907) ma nel panorama di questo movimento non si possono trascurare gli apporti di studiosi come William James, Granville Stanley Hall e James McKeen Cattell.
Il manifesto del Funzionalismo è da considerarsi il classico articolo "The Province of Functional Psychology", di James Rowland Angell (1907). Nell'articolo, Angell sostiene che le funzioni psichiche non sono "enti astratti", ma sono il risultato evolutivo dei processi funzionali che, nell'uomo, mediano il rapporto tra ambiente e bisogni dell'organismo. Inoltre, si chiarisce che il Funzionalismo vuole scoprire le modalità di funzionamento e non analizzare contenuti mentali "in vitro", per non rischiare più di attribuire (definendoli come strutture) caratteri di assolutezza a elementi fluttuanti ed evanescenti. L'attività mentale è parte di un più vasto complesso di forze biologiche e contribuisce al procedere dell'insieme complessivo di tutte le attività organiche.
Con Harvey A. Carr (1925) la scuola Funzionalista raggiunge il suo massimo sviluppo, insieme all'idea di dover approdare a un pensiero più complessivo e globale, divenendo una dottrina sistematica.
Anche se il funzionalismo, come scuola psicologica specifica, ha conosciuto un declino a partire dalla fine degli anni '20 (in contemporanea con la coeva crescita del Comportamentismo nella psicologia accademica Statunitense), alcuni dei suoi assunti di base (l'analisi molaristica e non molecolaristica, l'attenzione ai processi funzionali ed al loro scopo adattativo) sono filtrati all'interno dei principi impliciti della ricerca psicologica contemporanea, sia in settori specifici come la Psicologia evoluzionistica e, più di recente, nella Psicologia funzionale di Luciano Rispoli che più in generale, in buona parte della Scienza cognitiva.

## Principi del funzionalismo
I principi metateorici su cui si basa il funzionalismo sono:
1. l'evoluzionismo
2. l'olismo
3. l'utilitarismo

### L'Evoluzionismo
La teoria di Darwin viene interpretata come un assetto utile al superamento della dicotomia corpo-psiche. La psiche ed i suoi processi funzionali vengono infatti considerati come un diretto risultato dell'evoluzione, in quanto permettono all'uomo la massima adattabilità. Nell'uomo permangono altresì gli automatismi comportamentali presenti nelle altre specie: ove non vi sia una risposta automatica appresa subentra la coscienza; una volta instaurati dei nuovi automatismi comportamentali questa si eclissa per lasciar loro spazio.

### L'Olismo
Epistemologicamente, il Funzionalismo è diametralmente opposto sia al riduzionismo strutturalista che a quello comportamentista: la totalità dell'individuo-ambiente è più esplicativa dell'analisi delle singole parti, considerate indipendentemente dalle loro funzioni complessive, (1999).
Dewey, nel celebre articolo The Reflex Arc Concept in Psychology (1896), afferma che nemmeno l'arco riflesso è da considerarsi scomponibile nelle sue singole parti (stimolo e risposta), in quanto ogni comportamento dell'organismo deve essere considerato all'interno del contesto esplicativo della funzione complessiva che svolge.

### L'Utilitarismo
Il Funzionalismo non definisce le funzioni mentali. Per il funzionalismo, le funzioni mentali sono l'oggetto di studio della psicologia, in quanto essa è interessata a verificare a che cosa queste servano globalmente, e come funzionino.
La mente ed il corpo (ovvero le funzioni psichiche e fisiologiche) sono considerate allo stesso livello: ad esempio, sia la funzione psichica della percezione che quella fisiologica della respirazione hanno entrambe il fine evoluzionistico di garantire la sopravvivenza e l'adattamento al mondo esterno.

## Principali autori funzionalisti
- William James
- John Dewey
- Granville Stanley Hall
- Hugo Münsterberg
- James Mark Baldwin
- James Rowland Angell
- James McKeen Cattell
- Harvey A. Carr